# Franz Andraschko
Franz Andraschko (22. ledna 1875 České Žleby – 12. dubna 1946 Mouřenec u Annína) byl německý římskokatolický duchovní působící v českobudějovické diecézi.

## Život

### Rodina
Franz Andraschko pocházel z prosté šumavské venkovské rodiny z Českých Žlebů (tehdy Böhmisch Röhren). Jeho rodiče obhospodařovali malou rolnickou usedlost na samotě na Krásné Hoře u Českých Žlebů. Franz studoval teologii v kněžském semináři v Českých Budějovicích a v roce 1899 byl českobudějovickým biskupem Martinem Josefem Říhou vysvěcen na kněze. K přijetí svěcení musel ovšem obdržet dispens, neboť měl omezenou hybnost jedné ruky.
V roce 1901 přijal kněžské svěcení také Franzův mladší bratr Johannes (primiční Mši svatou sloužil v Českých Žlebech 4. srpna 1901), který však začal záhy působit jako kněz a katecheta ve Vídni. Sestra obou bratří kněží, Anna, odešla s Johannesem do Rakouska a vedla mu domácnost.

### Kněžské působení
Franz Andraschko nastoupil od podzimu roku 1899 jako kaplan do farnosti Mouřenec. S tímto místem, vzdor drsným místním životním podmínkám (a tomu, že sám byl poměrně choulostivý a zimomřivý), spojil celý zbytek svého života. V roce 1902 rezignoval na mouřenecké beneficium dosavadní farář Alois Winter a Franz Andraschko byl jmenován na jeho místo. Svou kněžskou službu konal obětavě, mezi farníky byl oblíben a byl znám také osobitým humorem. Byl znám jako člověk náchylný k nemocem, přísný, ale zároveň srdečný. Postupem času se stal téměř legendární postavou. Podporoval chudé rodiny ve své farnosti a traduje se, že každou neděli někoho z chudých zval k sobě na faru na oběd. Velkou péči věnoval také nemocným, nehledě příliš na své vlastní zdraví. Jeho činnost ocenil českobudějovický biskup udělením titulu děkana ad personam.
V roce 1908 se dostal do sporu s majitelem zámku v Kundraticích, které patří do území mouřenecké farnosti. Tento majitel zámku byl protestantského vyznání a v katolické zámecké kapli dovolil konání nekatolických bohoslužeb, aniž by žádal církevní orgány o souhlas. Andraschko jeho aktivity oznámil svému nadřízenému, arciděkanovi v Kašperských Horách a ten záležitost postoupil českobudějovické konzistoři. Nekatolické bohoslužby musely ustat a zámecká kaple byla znovu vysvěcena. Andraschko byl poté nicméně vláčen nekatolickým tiskem a musel se obhájit písemným prohlášením, uveřejněným v novinách. Důrazně také dbal na to, že sebevrazi neměli tehdy právo na církevní pohřeb, což vedlo pozůstalé po sebevrazích k tomu, že se dohodli s příslušným lékařem a ten sebevraždy v hlášeních pro farní úřad různě kamufloval tak, aby farář po skutečné příčině úmrtí nepátral a sebevrahy pohřbil. Andraschko toto posléze prohlédl, ale přidržel se oficiálních oznámení. Sebevraha pak skutečně pohřbil, nicméně pozůstalým poté sdělil, že o tomto obcházení církevních předpisů ví.
Za první světové války se mu podařilo uchránit před rekvizicí nejstarší mouřenecký kostelní zvon z roku 1329. Stejně tak za druhé války. Postupně se však zhoršovalo jeho už tak křehké zdraví. Od roku 1943 musel přestat osobně vyučovat náboženství, neboť již nezvládal cesty z mouřenecké samoty do přifařených škol. V roce 1944 dostal na výpomoc kaplana, R.D. Johanna Landwehra, patřícího k Schönstattskému hnutí. Andraschko, vzdor tomu, že jeho zdraví se dále zhoršovalo, vytrvale odmítal převoz do nemocnice, kde by o něj mohlo být lépe postaráno. Po skončení války byl zařazen mezi Němce určené k odsunu, jeho zdravotní stav se dále prudce zhoršoval. Zemřel na mouřenecké faře 12. dubna 1946 ještě předtím, než byl jeho odsun zrealizován. Pohřben byl na mouřeneckém hřbitově u farního kostela. Na Mouřenci byl posledním sídelním duchovním správcem. Jeho kaplan musel z Mouřence také odejít. Tamní farnost začala po Andraschkově smrti upadat a postupná devastace pak pokračovala až do začátku 90. let 20. století.